# Violinkonzert (Sibelius)
Das Violinkonzert in d-Moll op. 47 ist ein Instrumentalkonzert des finnischen Komponisten Jean Sibelius für Violine und Orchester.

## Werkbeschreibung
Das Werk besteht aus drei Sätzen:
1. Allegro moderato
2. Adagio di molto
3. Allegro ma non tanto

Der erste Satz in Sonatensatzform beginnt unerwartet leise. Ausschließlich die 1. und 2. Violinen setzen ein und spielen mit Dämpfer im pianissimo eine meditativ changierende Achtelbewegung, über welcher sich die Solovioline mit einem einfachen Motiv erhebt. Auf das Hauptthema folgt eine kurze bewegte Solokadenz, bevor das Orchester den Seitensatz im 6/4-Takt intoniert. Besonders hervor sticht hierbei das Seitenthema in der Solovioline gepaart mit Solobratsche. Der Seitensatz endet in einem von der Solovioline mit langen Trillern vorbereiteten, majestätischen und bewegten Teilsatz in b-Moll. Nachdem dieser in ein langsameres Tempo wechselt, folgt die Durchführung, unüblicherweise in Form einer großen Solokadenz, in welcher alle bisherigen Themen virtuos verarbeitet werden. Die Reprise variiert zu Beginn das Hauptthema mit dem Orchester in ähnlicher Manier, welches daraufhin zu einem pompösen, majestätischen Orchester-Tutti führt. Erneut erfolgt eine Variation des Seitenthemas mit Solovioline und Bratsche. Die Koda wird durch eine animierte und von der Solovioline durch Arpeggien begleitete Version des Endes des Seitensatzes eingeleitet. Der Satz endet in einem sehr kurzen, abrupt abreißenden d-Moll-Akkord.
Der lyrische zweite Satz in dreiteiliger Liedform wird wiederum von einem, hier tief-romantischen, Hauptthema bestimmt und ist im Duktus deutlich gediegener und ruhiger komponiert. Oftmals lässt sich ein regelrechtes Klage- oder Fragemotiv der Solovioline erahnen (aufwärtsbewegte Sechzehntel, endend in einer Sekundbewegung nach unten) Etwa zur Hälfte des Satzes wird das Thema vom Orchester in dramatischer und kräftiger Weise variiert. Der Satz endet in einem sehr leisen und ruhigen Teilsatz in B-Dur.
Der überschäumend ekstatische dritte Satz schließlich, vom Komponisten als danse macabre beschrieben, verarbeitet zwei unterschiedliche Themen und gehört mit seiner ausdrucksstarken Virtuosität zu den markantesten Finalsätzen der Violinliteratur. Die Solovioline trägt, rhythmisch-monoton begleitet von tiefen Streichern und Pauken, ein bewegtes, anspruchsvolles, reich verziertes und tänzerisches Motiv vor. Nach diesem Thema leitet das Orchester das zweite Thema in Moll auf dramatische Weise ein, auf welches die Solovioline mit einigen sehr virtuosen und künstlerisch anspruchsvollen Variationen antwortet. Die Reprise erfolgt durch einen aufbauschenden Einsatz des Orchesters und die erneute Aufnahme des Hauptthemas durch die Solovioline. Erneut folgt das zweite Thema, welches hier jedoch ruhiger einsetzt. Stattdessen spielt die Solovioline eine Stimme mit äußerst schwierigem künstlichem Flageolett und kräftigerem Tanzmotiv. Das Orchester antwortet darauf infolgedessen mit der Einleitung der Koda mit laut tosendem tiefen Blech und einer gemeinsamen kurzen Schlusskadenz.
Die Aufführungsdauer beträgt ca. 30 Minuten.

## Besetzung
Solo-Violine – Orchester: 2 Flöten, 2 Oboen, 2 Klarinetten, 2 Fagotte, 4 Hörner, 2 Trompeten, 3 Posaunen, Pauken, 1. und 2. Violine, Viola, Violoncello, Kontrabass

## Geschichte
Die Erstfassung des Konzerts komponierte Sibelius 1903 auf Anregung des Geigers Willy Burmester hin. Es war diesem zugedacht und sollte in Berlin uraufgeführt werden. Allerdings verlegte Sibelius die Uraufführung aus finanziellen Gründen nach Helsinki, so dass Burmester wegen anderweitiger Terminverpflichtungen die Uraufführung nicht spielen konnte. Die Uraufführung fand dann am 8. Februar 1904 in Helsinki mit Viktor Nováček als Solisten unter der Leitung des Komponisten statt. Nicht zuletzt weil der Solist dem Werk technisch nicht gewachsen war, fiel das Konzert bei Publikum und Kritik durch.
Sibelius hat das Werk dann in den Jahren 1904–1905 überarbeitet und vor allem das Finale und den Kopfsatz gekürzt (um zusammen etwa fünf Minuten) und das ausufernde Passagenwerk stark reduziert. Die Neufassung wurde am 19. Oktober 1905 in Berlin mit Carl Halir und der Hofkapelle Berlin unter der Leitung von Richard Strauss uraufgeführt. Willy Burmester war darüber, dass er erneut übergangen wurde, so verärgert, dass er sich weigerte, das Konzert jemals zu spielen, woraufhin Sibelius die Widmung des Konzerts auf den ungarischen Wunderkind-Geiger Franz von Vecsey übertrug. Die Uraufführung der Neufassung geriet erfolgreicher als der erste Anlauf, und in der Folgezeit setzte sich das Werk langsam durch, zumal bedeutende Geiger wie Jascha Heifetz und David Oistrach es in ihr Repertoire aufnahmen. Jahrzehntelang wurde ausschließlich die Neufassung des Konzerts gespielt, bis Anfang der 1990er-Jahre die Originalfassung von Leonidas Kavakos und der Sinfonia Lahti erstmals wieder zur Aufführung gebracht wurde.
Das Violinkonzert von Sibelius entstand in der Phase seines frühen sinfonischen Schaffens zwischen der 2. und der 3. Sinfonie. Seine bis heute andauernde Faszination und Popularität verdankt es seiner spätromantischen Stilistik verbunden mit moderner skandinavischer Klangästhetik. Es gehört mit den Violinkonzerten von Prokofjew, Schostakowitsch, Berg, Bartók und Britten zu den bedeutendsten Violinkonzerten des zwanzigsten Jahrhunderts.